# Gare d'Ōji (Nara)
Ne doit pas être confondu avec la gare d'Ōji située à Tokyo.
La gare d'Ōji (王寺駅, Ōji-eki) est une gare ferroviaire située dans le bourg d'Ōji, dans la préfecture de Nara au Japon. La gare est exploitée par les compagnies JR West et Kintetsu.

## Situation ferroviaire
La gare d'Ōji est située au point kilométrique (PK) 149,3 de la ligne principale Kansai (PK 28,4 de la ligne Yamatoji). Elle marque le début de la ligne Wakayama et la fin de la ligne Kintetsu Ikoma.

## Histoire
La gare JR West est inaugurée le 27 décembre 1890. La gare Kintetsu date du 16 mai 1922.

## Services aux voyageurs

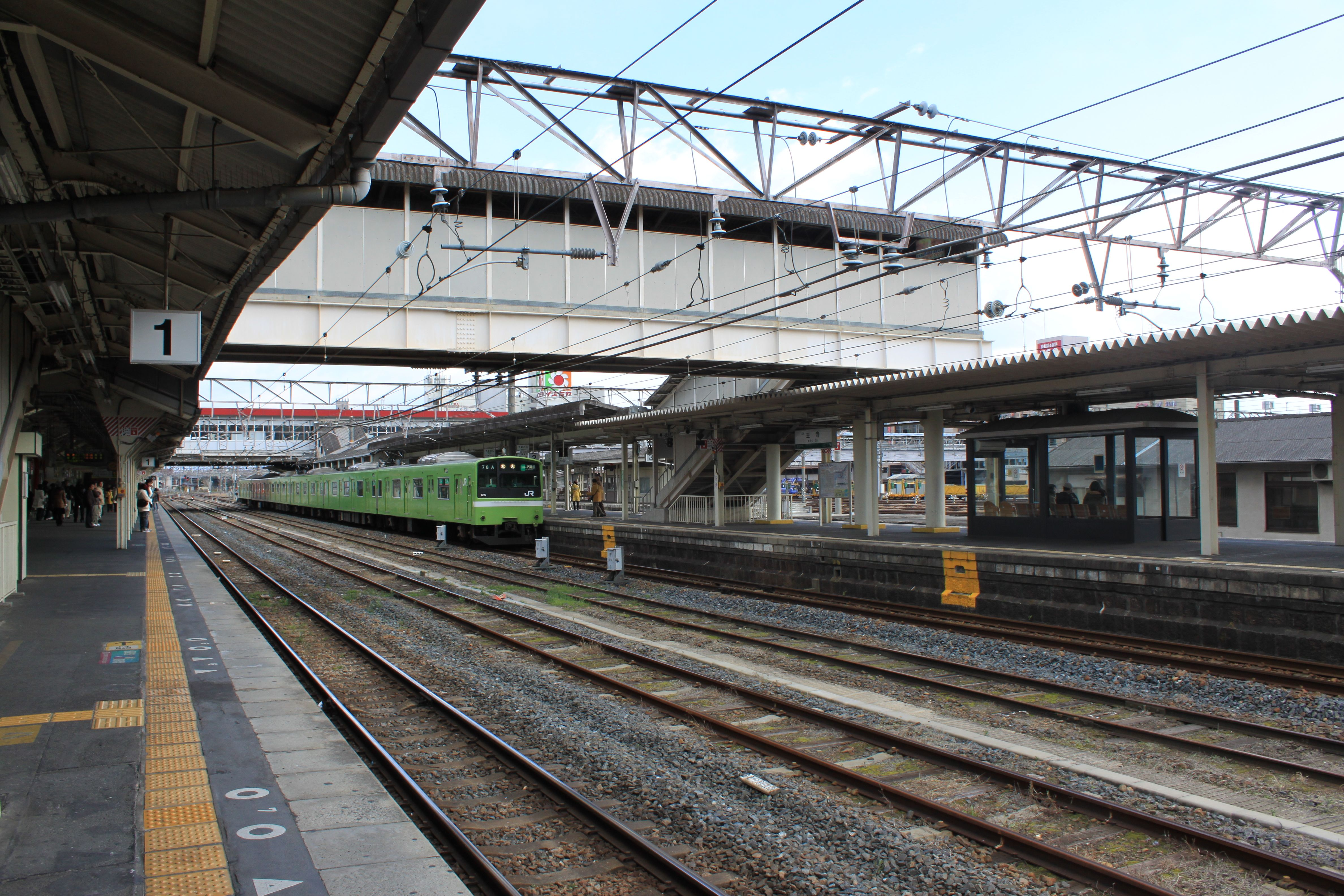
Vue des quais

### Accès et accueil
La gare dispose d'un bâtiment voyageurs, avec guichet, ouvert tous les jours.

### Desserte

#### JR West
- Ligne Yamatoji :
  - voie 1 : direction Nara et Kamo
  - voies 2 et 3 : direction Tennōji et JR Namba
- Ligne Wakayama :
  - voies 1, 4 et 5 : direction Takada, Gojō et Wakayama

#### Kintetsu
- ligne Kintetsu Ikoma :
  - voies 1 et 2 : direction Ikoma

### Intermodalité
La gare de Shin-Ōji, terminus de la ligne Kintetsu Tawaramoto, est située à proximité immédiate de la gare.